# Thúy Hường
Thúy Hường (sinh ngày 1 tháng 5 năm 1967) là một nghệ sĩ hát quan họ người Việt Nam. Bà là nghệ sĩ quan họ đầu tiên được phong tặng danh hiệu Nghệ sĩ nhân dân.

## Tiểu sử
Thúy Hường, tên khai sinh là Nguyễn Thúy Hường, sinh ngày 1 tháng 5 năm 1967 tại phường Cách Bi, thị xã Quế Võ, tỉnh Bắc Ninh. Năm 1984, Thúy Hường học khoa âm nhạc tại trường Trung cấp Văn hóa Nghệ thuật Hà Bắc. Thúy Hường được phong tặng danh hiệu Nghệ sĩ ưu tú năm 2001. Năm 2012, bà làm giảng viên thuộc khoa dân ca Quan họ tại Trường Trung cấp Văn hóa, Thể thao và Du lịch Bắc Ninh.
Thúy Hường đã ra mắt khán giả 9 album riêng: Người ở đừng về, Lúng liếng, Nhớ mãi khôn nguôi, Cắp nón đón đò, Bạn tình ơi, Lý giao duyên và Cây trúc xinh. Tháng 5 năm 2012, bà được Nhà nước Việt Nam phong tặng danh hiệu Nghệ sĩ nhân dân. Ngày 6 tháng 3 năm 2017, Thúy Hường được tặng thưởng Huân chương Lao động hạng Ba.
Ngoài vai trò là nghệ sĩ hát dân ca, Thúy Hường còn là một diễn viên điện ảnh, bà đã tham gia đóng một số bộ phim như Đầm hoang và Thương nhớ đồng quê.